# Amplicephalus araucoanus
Amplicephalus araucoanus är en insektsart som beskrevs av Rauno E. Linnavuori och Delong 1977. Amplicephalus araucoanus ingår i släktet Amplicephalus och familjen dvärgstritar. Inga underarter finns listade i Catalogue of Life.